# Цензура у Совјетском Савезу
Цензура у Совјетском Савезу била је распрострањена и стриктно примењивана.
Цензура је вршена у два главна правца:
- Државним тајнама се бавила Генерална управа за заштиту државних тајни у штампи (позната и као Главлит), која је била задужена за цензуру свих публикација и емитовања за државне тајне.
- Цензуру, у складу са званичном идеологијом и политиком Комунистичке партије, вршило је неколико организација:
  - Госкомиздат је цензурисао сву штампану материју: белетристику, поезију итд.
  - Госкино, задужен за биоскоп
  - Гостелерадио, задужен за радио и телевизијско емитовање
  - Прво одељење у многим агенцијама и институцијама, као што је Државни комитет за статистику (Госкомстат), било је одговорно за обезбеђивање да државне тајне и друге осетљиве информације доспеју само у овлашћене руке.

## Уништавање штампаних материјала
Совјетска влада је спровела масовно уништавање предреволуционарних и страних књига и часописа из библиотека. Само "специјалне збирке" (spetskhran), доступне уз специјалну дозволу коју је издао КГБ, садржале су стару и политички некоректну грађу. Библиотеке су регистроване и успостављена инспекција како би се осигурала усклађеност; предмети који се сматрају штетним избачени су из колекција. Књиге које су сматране штетним нису успеле да унапреде радничку класну свест и вољу за напорним радом, садржале су верску пропаганду и процаристичке идеје. Пред крај совјетске власти, перестројка је довела до попуштања ограничења издаваштва.
Совјетске књиге и часописи су такође нестали из библиотека у складу са променама у совјетској историји. Често су совјетски грађани радије уништавали политички некоректне публикације и фотографије јер су они који су с њима повезани често трпели прогоне, као што је прогон хришћана.
Након хапшења Лаврентија Берије 1953. године, сви претплатници другог издања (1950–1958) Велике совјетске енциклопедије добили су страницу која је заменила ону која је садржала чланак Лаврентија Берије; нова страница је проширила информације о Џорџу Берклију.

## Совјетска цензура књижевности
Штампа, као што су штампа, рекламе, етикете производа и књиге, цензурисана је од стране Главлита, агенције основане 6. јуна 1922, наводно да би заштитила строго поверљиве информације од страних ентитета, али у стварности да би уклонила материјал који се совјетским властима није допа. Од 1932. до 1952. године, проглашавање социјалистичког реализма било је мета Главлита у боудлерању штампаних дела, док су антизападњаштво и национализам били уобичајени тропи за тај циљ. Да би се ограничиле побуне сељака због колективизације, избрисане су теме о несташици хране. У књизи Русија опрана у крви из 1932. године, бољшевички извештај о разарању Москве од Октобарске револуције садржао је опис „замрзнути трули кромпир, псе које једу људи, деца која умиру, глад“, али је одмах избрисан. Такође, интревенције у роману Цемент  Фјодора Гладкова из 1941. направљене су тако што је елиминисан духовит узвик енглеским морнарима: „Иако смо сиромашни и једемо људе због глади, ипак имамо Лењина“.
Како су сељачки устанци дефинисали совјетску цензуру пре Другог светског рата, национализам је дефинисао период током рата. Порази Црвене армије у литератури су били забрањени, као и прикази стрепње у совјетским војним ликовима. Притисак из Правде подстакао је ауторе попут Александра Александровича Фадејева да редигују део у Младој гарди где дете чита у очима умирућег руског морнара речи „Сломљени смо“.  Пошто је Јосиф Стаљин редовно читао Правду, коју је Главлит и сам цензурисао, било је мудро да се писац повинује савету Правде .
Са почетком Хладног рата, проглашена је клетва против западњаштва, која је донекле одражавала амерички макартизам. На пример, у издању Севастопољског искушења из 1950. године, цензори су направили преко три стотине резова, скринирајући спомињање Француза у књизи као „народ веома живахне маште“ и витешки третман који су Французи имали према руским затвореницима — као што је јело у салону за путнике и добијање сто франака месечно — извучени су из текста. Историјски гледано, Русија је била технолошки инфериорна у односу на Запад, што показује и Главлит који је уређивао део Севастопоља који завидно описује технолошка достигнућа Лондона са ласкавим детаљима. Верска нетрпељивост и атеизам били су још један циљ цензуре после Другог светског рата, и био је продужетак анти-западнизације. У дечјем роману Преврнуто девичанско тло, поништене су референце о Богу који прави маглу од суза које су пролили сиромашни и гладни.
„Хрушчовско отапање“, које је почело 1953. године са Стаљиновом смрћу, донело је ослобађање раније забрањене литературе и већу слободу писцима који су писали у то време. Главлитов ауторитет да цензурише литературу опао је након што су се придружили Савету министара СССР -а 1953. године. Настанак дестаљинизације — владино попуштање Стаљинове политике — очигледно је по томе што су цензори заменили његово име у За моћ Совјета речима попут „партија“ или „врховни командант“. Анти-западњаштво је такође потиснуто, а 1958. „Севастопољ“ је лишен резова који су требали да прикрију технолошки напредак Запада и заосталост Русије. Када је Солжењицинов Један дан из живота Ивана Денисовича, роман о бруталном искуству затвореника у гулагу, објављен 1962. године, било је јасно да социјалистички реализам нестаје. Међутим, цензура није у потпуности изостала из овог доба. Роман Емануила Казакевича из 1962., Пролеће на Одри, постхумно је допуњен 1963. године са описима америчке нетрпељивости, себичности и расизма којих у роману првобитно није било. Ови примери анти-западњаштва указују на то да су дела још увек била избачена због пропаганде, али је цензура и даље опала са Хрушчовљевом дестаљинизацијом.

## Цензура слика
Одређене неподесне особе су рутински уклањане не само из текстова, већ и са фотографија, постера и слика.

## Совјетска цензура филма
Цензура филма била је уобичајена појава од настанка СССР-а. Почевши од Руског грађанског рата (1917–1922), цензурисање филма је ефикасно унапредило социјалистички реализам, начин уметничке производње који позитивно приказује социјализам и саставне делове социјалистичких нација. Као пропагандно оруђе усмерено ка масама – посебно неписменим – теме антизападњаштва и национализма осликавале су социјалистички реализам у филмовима тако што су негативно приказивале елементе капиталистичких земаља док су позитивно осликавале Совјетски Савез. Елементи анти-западнизације укључивали су цензуру религије и технолошку супериорност, док су знаци слабости совјетске војске, попут изгубљених битака или уплашених војника, избачени у даље националистичке циљеве. Филмска цензура је достигла врхунац током Стаљинове владавине (1941–1953).
Као главни цензор филмова, Стаљин је захтевао педантне ревизије на начин који је одговарао његовој интерпретацији, као да је коаутор. Једно познато писмо које је Стаљин написао Александру Довженку односило се на Велики грађанин, филм о великој чисти Стаљиново писмо је направило неколико ревизија ликова, реквизита и виталних сцена, тако да је целом филму било потребно реструктурирање. Забележени су умеренији случајеви, као што је слика Ивана Пирјева, где је Стаљин само променио наслов из Анке у Партијску карту. Међутим, филмови за које је Стаљин мислио да нису у складу са социјалистичким реализмом одбијени су за објављивање; Партијска карта није био такав филм. Сценарио ове слике је написан у време националне кампање за обнављање индивидуалних партијских књижица, а губитак једне представља озбиљан недостатак совјетске дисциплине. Анки, главној јунакињи, њену карту је украо њен љубавник, који је прикривени син кулака.
Кулаци су били фармери који су се одупирали Стаљиновој колективизацији усева, а Анкин љубавник користи партијску књижицу у безаконе сврхе. У последњој сцени филма она се суочава са њим на нишану и, након што је он срамотно моли за опроштај, она га је ухапсила од стране власти. Оцрњивањем кулака, Стаљин је желео да умањи симпатије јавности према њима. Социјалистички реализам се промовише јер на крају филма њена лојалност партији има предност над њеним романтичним осећањима; стога је Стаљин одобрио његову производњу. Међутим, нису сви филмови заслужили његово одобрење.
Један од примера је филм из 1940. године, Закон живота, који је повучен из биоскопа после десет дана јер је негативно приказао комсомолског вођу приказујући га као лицемерног и злоупотребљавајући своју моћ. Стаљин је организовао војни суд који је осудио сценаристе Александра Авдинка, оптужујући га за нетачне приказе совјетске стварности. Иако ништа није речено о редитељу, Авдеенко је избачен из странке. Међутим, директори нису увек били поштеђени, као у случају Маргарите Барскаја. Њен филм Отац и син приказује директора фабрике који даје предност свом раду над школовањем свог сина Бориса. Приказујући Бориса као несрећног детета и оца — ратног хероја — као лењог родитеља, филмски рецензент сматрао је клеветом. Након што је њен филм уклоњен из биоскопа, ухапшена је и умрла у гулагу.
Док је Главлит цензурисао књижевност, Стаљин је микро-управљао филмском индустријом. Дао је „препоруке“ шта треба укључити, уредити или потпуно избрисати. Ако се занемари, последице су сличне онима које су задесиле Маргариту. Међутим, док је био опседнут филмовима, Стаљин није био образован о филмској продукцији. Због овог незнања, Стаљин је о директору размишљао као о обичном техничару који извршава упутства. Због тога је диктирао да се углови камере не снимају одоздо или изнад глумца, већ увек у висини очију. Стаљинова бешћутност у погледу важности редитељског рада била је од велике користи за филмске ствараоце, јер су, „с малим изузецима, преживели“.
Централно место Стаљина у филмској цензури трајало је до његове смрти 1953. године, али строгост совјетске цензуре није га преживела. Хрушчов је наследио Стаљина на месту премијера СССР-а и артикулисао је дестаљинизацију у свом тајном говору на 20. конгресу Комунистичке партије Совјетског Савеза . У овом тренутку, цензура је коначно почела да се смањује; ово је било познато као "Хрушчовско отапање". Филмска продукција је порасла на 20 слика 1953., 45 1954. и 66 1955. Филмови су сада уводили теме које су се раније сматрале табуом, попут сукобљених ликова. У филму Балада о војнику из 1959. године, Аљоша, главни лик, доживљава сукоб између свог љубавника и обавеза према војсци. Текст ван екрана на крају филма гласи: „Могао је да постане радник... узгајао пшеницу и украшавао земљу баштама. Али све што је успео у свом кратком животу било је да постане војник.” Док су ограничења за филм још увек била прожета током „Хрушчовске одмрзавања“, била су знатно мања него под Стаљином.

## Преводи
Преводи страних публикација често су прављени у скраћеном облику, праћени обимним исправним фуснотама. На пример, у руском преводу Историје Другог светског рата Базила Лајдела Харта из 1976. садржи садржај, као што је совјетски третман суседних држава, напори многих других западних савезника, грешке и неуспеси совјетског руководства, критика Совјетског Савеза, и други садржаји, били су цензурисани.

## Контрола над информацијама
Сви медији у Совјетском Савезу били су под контролом државе, укључујући телевизију и радио, новине, часописе и издавање књига. То је постигнуто државним власништвом над свим производним погонима, чиме су сви запослени у медијима постали државни службеници. Ово се проширило на ликовну уметност, укључујући позориште, оперу и балет. Уметност и музика су контролисали власништво над просторима за дистрибуцију и извођење.
Цензура је била подржана у случајевима када перформанси нису наишли на наклоност совјетског руководства, са новинским кампањама против увредљивог материјала и санкцијама које су примењиване кроз професионалне организације под партијском контролом.
У случају издавања књиге, рукопис је морао проћи цензуру и одлуку државне издавачке куће да објави и дистрибуира књигу. Књиге које су наишле на званичну наклоност, на пример, сабрани говори Леонида Брежњева штампани су у огромним количинама, док је мање омиљена књижевна грађа могла бити објављена у ограниченом броју и не дистрибуирана широко.
Поседовање и коришћење машина за копирање је строго контролисано како би се ометала производња и дистрибуција самиздата, илегалних самоиздавачких књига и часописа. Поседовање чак и једног самиздат рукописа, као што је књига Андреја Сињавског, био је озбиљан злочин који би могао укључивати одлазак у КГБ. Још један начин за објаву дела која нису наишла на наклоност власти било је објављивање у иностранству.
Библиотеке у Совјетском Савезу су биле у пракси да ограничавају приступ старим издањима часописа и новина старим више од три године.

### Ометање страних радио станица
Због појаве страних радио-станица које емитују програм на територији Русије и недоступности за цензуру, као и појаве великог броја краткоталасних пријемника, у СССР-у је примењено масовно ометање ових станица коришћењем радио-електронске опреме велике снаге. Наставило се скоро 60 година. Совјетска радио цензурна мрежа била је најмоћнија на свету.
Све информације везане за ометање радија и коришћење одговарајуће опреме сматране су државном тајном. Уочи Летњих олимпијских игара 1980. у Москви, часопис Олимпик Панорама намеравао је да објави фотографију са једва приметним торњем за ометање који се налази у округу Фили. Иако је фотографија направљена на јавном месту, одобрена је за објављивање тек након што је са ње одсечена кула.
Контролисана је и производња пријемника са таласним дужинама краћим од 25 метара. Пријемници са тим дометима углавном су се извозили и врло ретко су се продавали у земљи.

## Заобилажење цензуре
Самиздат, алегоријски стилови, шверц и тамиздат (издавање у иностранству) коришћени су као методе заобилажења цензуре. На пример, у Одеси је од 1967. до 1982. године радила подземна библиотека коју је користило око 2.000 читалаца. Совјетски дисиденти су били активни борци против цензуре. Самиздат је био главни метод ширења информација. Сличним активностима су се бавиле и организације као што су Московска хелсиншка група и Слободни међупрофесионални синдикат.
Други облици илегалне дистрибуције укључивали су roentgenizdat и magnitizdat, копирање и дистрибуцију музике која није била доступна у Совјетском Савезу.
Било је случајева књижевних подвала. Песник Владимир Лифшиц, на пример, измислио је британског песника по имену Џејмс Клифорд, који је наводно погинуо 1944. на Западном фронту. Он је објавио поезију за коју је тврдио да је написао Џејмс Клифорд, али која је заправо његово дело.
Још једна метода била је такозвана "метода пса". Према томе, у дело треба укључити очигледно смешну и живописну епизоду која привлачи пажњу. Као резултат тога, мање нијансе су остале непримећене. 
Један од важних канала информисања биле су анегдоте. Кроз ово народно предање често изражава свој критички однос према власти и комунистичкој идеологији. Политичке анегдоте постале су распрострањене 60-их и 70-их година.